# Roncajette
Roncajette è il tratto finale del Bacchiglione. Il canale nasce alla periferia di Padova dalla pescaia di san Massimo, attraversa alcuni comuni della provincia padovana e si riunisce al canale Vigenzone a Bovolenta. L'antico nome era  Retrone.
Il canale attualmente scarica una parte piccola delle acque del Bacchiglione, poiché la portata principale è riversata nel Brenta tramite il canale san Gregorio. Questa deviazione è stata realizzata negli anni trenta e porta il nome di "piano Gasparini", dal nome dell'ingegnere civile che la volle per proteggere il centro di Padova dalle piene del Bacchiglione.
Il canale morto era in realtà il vecchio letto del canale Roncajette. Dopo l'alluvione che colpì Padova a fine 1800 vennero fatti dei tagli al percorso originario del canale per raddrizzarlo e mantenere costante la sua profondità. Le foto aeree testimoniano il percorso originario, tutto ad anse, ed il percorso più recente, riconoscibile dai tratti rettilinei.
Due sono i tagli principali: il tratto che percorre il centro di Ponte San Nicolò (una volta il canale aggirava il centro del paese), ed il secondo in zona frazione Roncajette e nell'adiacente Isola dell'Abbà, nel comune di Polverara. La denominazione di "Isola" deriva chiaramente dal corso molto tortuoso dell'originario Roncajette (ne resta a testimonianza il cosiddetto "canal morto"), che in tale luogo circondava una porzione di terreno emerso.
Nella frazione di Roncajette c'erano alcuni mulini ed un porto fluviale; di essi, spazzati via da un'alluvione nel 1882, restano visibili le rovine. 